# The Killer Inside Me (1976)
The Killer Inside Me is een misdaadfilm uit 1976 onder regie van Burt Kennedy. Het verhaal is gebaseerd op het gelijknamige boek van schrijver Jim Thompson. In 2010 verscheen er een nieuwe versie van de film.

## Verhaal
Lou Ford is een hulpsheriff in een klein dorpje in Montana. Hij lijkt een eenvoudige man, zonder geheimen. In het geheim is Ford niettemin een gewelddadige moordenaar. Hij heeft gevoelens voor de mooie vrouwen Joyce Lakeland en Amy Stanton, maar hij aarzelt evenmin om ze om het leven te brengen. Niemand lijkt een vermoeden te hebben over de ware aard van Ford, tot Howard Hendricks een moordonderzoek begint.

## Rolverdeling
| Acteur         | Personage        |
| -------------- | ---------------- |
| Stacy Keach    | Lou Ford         |
| Susan Tyrrell  | Joyce Lakeland   |
| Tisha Sterling | Amy Stanton      |
| Charles McGraw | Howard Hendricks |
| Keenan Wynn    | Chester Conway   |
| Don Stroud     | Elmer            |

## Trivia
- De originele filmversie duurt 99 minuten, terwijl de versie die in België op VHS verscheen slechts 90 minuten duurt.
- De film bevat een scène die ook te zien was in The Big Lebowski (1998) van Joel en Ethan Coen.